# Bassens, Gironde
Bassens är en kommun i departementet Gironde i regionen Nouvelle-Aquitaine i sydvästra Frankrike. Kommunen ligger i kantonen Lormont som tillhör arrondissementet Bordeaux. År 2022 hade Bassens 8 132 invånare.

## Befolkningsutveckling
Antalet invånare i kommunen Bassens
Referens:INSEE